# Ulrich Graf von Schwerin
Ulrich Carl Wilhelm Graf von Schwerin (* 8. Juni 1864 in Göhren, Mecklenburg-Strelitz; † 4. Januar 1930 in Dresden) war ein deutscher Diplomat.

## Leben
Graf Ulrich von Schwerin war der jüngere Sohn von Kammerherr und Hofmarschall Graf Wilhelm von Schwerin (1827–1896) und Luise Sartorius von Schwanenfeld (1830–1910). Der Vater besaß den in Mecklenburg befindlichen Gutskomplex Göhren bei Woldegk als Stammsitz sowie Teilflächen in Brandenburg und seit 1906 das Gut Sartowitz in Pommern. Die Besitzungen waren zuerst im Eigentum des älteren Bruders Wilhelm Franz Hermann von Schwerin.
Ulrich Graf Schwerin heiratete 1895 Freda von Bethmann-Hollweg-Runowo (1876–1958). Zu ihren sechs Kindern gehörte Ulrich Wilhelm Graf Schwerin von Schwanenfeld, der zu den ermordeten Widerstandskämpfern vom 20. Juli 1944 gehört. Die Tochter Alexandra heiratete den Kunsthistoriker Kurt Zoege von Manteuffel, die Tochter und Kriegswitwe Anna-Luise in zweiter Ehe den Generalleutnant Wolfgang Thomale.
Von Schwerin besuchte das Gymnasium Carolinum in Neustrelitz und die Klosterschule Ilfeld und studierte ab 1884 Jura an den Universitäten Straßburg, Leipzig und Berlin. 1884/85 war er Einjährig-Freiwilliger und wurde in der Folge 1903 zum Rittmeister der Reserve befördert. Nach dem Referendarexamen 1887 arbeitete er im preußischen Justizdienst. Von Schwerin wurde 1893 in den Auswärtigen Dienst berufen und durchlief verschiedene Stationen.
1906 wurde er Gesandter in Guatemala und 1909 Gesandter in Luxemburg. Im Januar 1914 wurde er preußischer Gesandter in Dresden und damit auch Gesandter für Anhalt, Sachsen-Altenburg und Reuß. In der Weimarer Republik wurde er im Juni 1919 in den Ruhestand versetzt.

## Auszeichnungen
- Roter Adlerorden, 2. Klasse mit Eichenlaub[4]
- Königlicher Kronen-Orden (Preußen), 2. Klasse
- Landwehr-Dienstauszeichnung, 1. Klasse
- Hausorden Albrechts des Bären, Großkreuz
- Orden vom Zähringer Löwen, Kommandeur I. Klasse
- Verdienstorden vom Heiligen Michael, 2. Klasse
- Hausorden der Wendischen Krone, Ritter
- Albrechts-Orden, Großkreuz
- Kriegsverdienstkreuz (Sachsen)
- Herzoglich Sachsen-Ernestinischer Hausorden, Großkreuz